# Françoise Gasse
Françoise Gasse (pronunciación en francés: /fʁɑ̃swaz ɡas/ (escucharⓘ): nacida en 1942; fallecida el 22 de abril de 2014) fue una paleobióloga, paleoclimatóloga y paleohidróloga francesa, especializada en el estudio de las planas lacustres en los lagos antiguos de África y Asia. Su trabajo seminal permitió la reconstrucción del clima cuaternario por todo África y Asia occidental y del paleoclima africano.

## Carrera
Obtuvo su doctorado en geología en 1975 en la Universidad de París con una tesis sobre la evolución del Lago Abbe. Su trabajo se convirtió en el primer registro datado de forma continuada de la diatomea africana del plioceno-pleistoceno. Se unió al Centro Nacional para la Investigación Científica francés (CNRS) y al laboratorio de Hidrología y Geoquímica del Isótopo de la Universidad de Paris-Sud en 1986, bajo la dirección del profesor Jean-Charles Fontes. Se fue al Centre de Recherche et d'Enseignement de Géosciences de l'Environnement (CEREGE) en 1998.
En 2005 se convirtió en la primera mujer en recibir la Medalla Vega de la Sociedad Sueca de Antropología y Geografía.
En 2010 recibió la Medalla Hans Oeschger de la Unión Europea de Geociencia por su "contribución a la reconstrucción de la variabilidad del clima de los archivos continentales durante el Holoceno y a una mejor comprensión de los mecanismos del clima implicados durante este periodo."